# Чемпионат СССР по академической гребле
Чемпионат СССР по академической гребле — спортивное соревнование по академической гребле, проводившиеся Федерацией гребного спорта СССР.
Впервые чемпионат был проведён в 1923 году в Ленинграде, где сильнейшими были гребцы из Москвы и Ленинграда. С 1938 года соревнования стали ежегодными. Во время Второй мировой войны чемпионат с 1940 по 1944 год не проводился.
11 раз в одиночке побеждал Вячеслав Иванов.

## Результаты мужчин
Результаты чемпионата СССР среди мужчин на дистанции 2000 метров

### Одиночка
- 1928 — Михаил Савримович, Л.
- 1938 — Александр Долгушин, М.
- 1939 — Александр Долгушин, М.
- 1945 — Алексей Смирнов, М.
- 1946 — Александр Голубев, Л.
- 1947 — Игорь Демьянов, М. (1500 м)
- 1948 — Игорь Демьянов, М,
- 1949 — Игорь Демьянов, М.
- 1950 — Игорь Демьянов, М.
- 1951 — Юрий Тюкалов, Л.
- 1952 — Юрий Тюкалов, Л.
- 1953 — Юрий Тюкалов, Л.
- 1954 — Александр Беркутов, М.
- 1955 — Юрий Тюкалов, Л.
- 1956 — Вячеслав Иванов, М.
- 1957 — Вячеслав Иванов, М.
- 1958 — Вячеслав Иванов, М.
- 1959 — Вячеслав Иванов, М.
- 1960 — Вячеслав Иванов, М.
- 1961 — Вячеслав Иванов, М.
- 1962 — Вячеслав Иванов, М.
- 1963 — Вячеслав Иванов, М.
- 1964 — Вячеслав Иванов, М.
- 1965 — Вячеслав Иванов, М.
- 1966 — Вячеслав Иванов, М.
- 1967 — Анатолий Сасс, М.
- 1968 — Виктор Мельников, М.
- 1969 — Николай Баленков, Л.
- 1970 — Витаутас Буткус, Каун.
- 1971 — Юрий Малышев, Моск. обл.
- 1972 — Юрий Малышев, Моск. обл.
- 1973 — Витаутас Буткус, Кн.
- 1974 — Николай Довгань, К.
- 1975 — Николай Довгань, К.
- 1976 — Николай Довгань, К.
- 1977 — Валерий Клешнёв, Л.

### Двойка парная
- 1928 — Пётр Дундур, Михаил Савримович, Л.
- 1938 — Пётр Родионов, Александр Долгушин, М.
- 1939 — Пётр Родионов, Александр Долгушин, М.
- 1945 — Ипполит Рогачев, Алексей Смирнов, М.
- 1946 — Пётр Родионов, Сергей Шереметьев, М.
- 1947 — Иван Тимошинин, Алексей Смирнов, М (1500 м)
- 1948 — Владимир Родимушкин, Игорь Демьянов, М.
- 1949 — Сергей Шереметьев, Пётр Родионов, М.
- 1950 — Николай Иванов, Владимир Марченко, Л.
- 1951 — Алексей Смирнов, Станислав Солдатов, М.
- 1952 — Георгий Жилин, Игорь Емчук, К.
- 1953 — Георгий Жилин, Игорь Емчук, К.
- 1954 — Георгий Жилин, Игорь Емчук, К.
- 1955 — Георгий Жилин, Игорь Емчук, К.
- 1956 — Георгий Жилин, Игорь Емчук, К.
- 1957 — Юрий Тюкалов, Л., Александр Беркутов, М.
- 1958 — Валерий Самарский, Евгений Ширманов, М.
- 1959 — Георгий Сурков, Виктор Алёшин, М,
- 1960 — Анатолий Федоров, Юрий Тюкалов, Л.
- 1961 — Александр Беркутов, Юрий Тюкалов, Л.
- 1962 — Виктор Иванов, М., Юрий Тюкалов, Л.
- 1963 — Олег Тюрин, Борис Дубровский, М.
- 1964 — Олег Тюрин, Борис Дубровский, М.
- 1965 — Олег Тюрин, Борис Дубровский, М.
- 1966 — Эдуард Жданович, Бениаминас Нацевичус, М.
- 1967 — Олег Тюрин, Эдуард Жданович, М.
- 1968 — Анатолий Сасс, Александр Тимошинин, М.
- 1969 — Эдуард Жданович, Александр Тимошинин, М.
- 1970 — Эдуард Жданович, Александр Тимошинин, М.
- 1971 — Николай Баленков, Геннадий Коршиков, Л.
- 1972 — Юрий Малышев, Александр Тимошинин, М.
- 1973 — Юрий Малышев, М., Геннадий Коршиков, Л.
- 1974 — Юрий Малышев, М., Витаутас Буткус, Каун.
- 1975 — Александр Тимошинин, М., Геннадий Коршиков, Л.
- 1976 — Евгений Барбаков, Геннадий Коршиков, Л.
- 1977 — Евгений Чёрный, Днепр., Геннадий Коршиков, Л.

### Двойка без рулевого
- 1939 — Святослав Любищев, Зайденберг, Л.
- 1945 — Пётр Сергеев, Виктор Лукатин, М.
- 1946 — Пётр Сергеев, Виктор Лукатин, М.
- 1948 — Юрий Тюкалов, Владимир Кирсанов, Л.
- 1949 — Евгений Кабанов, Алексей Комаров, М.
- 1950 — Евгений Кабанов, Алексей Комаров, М.
- 1951 — Михаил Плаксин, Василий Багрецов, М.
- 1952 — Михаил Плаксин, Василий Багрецов, М.
- 1953 — Михаил Плаксин, Василий Багрецов, М.
- 1954 — Игорь Булдаков, Виктор Иванов, М.
- 1955 — Игорь Булдаков, Виктор Иванов, М.
- 1956 — Игорь Булдаков, Виктор Иванов, М.
- 1957 — Игорь Булдаков, Виктор Иванов, М.
- 1958 — Игорь Булдаков, Виктор Иванов, М.
- 1959 — Валентин Борейко, Олег Голованов, Л.
- 1960 — Валентин Борейко, Олег Голованов, Л.
- 1961 — Валентин Борейко, Олег Голованов, Л.
- 1962 — Валентин Борейко, Олег Голованов, Л.
- 1963 — Валентин Борейко, Олег Голованов, Л.
- 1964 — Александр Шевелев, Игорь Куприн, М.
- 1965 — Юрий Суслин, Анатолий Федоров, Л.
- 1966 — Юрий Суслин, Анатолий Федоров, Л.
- 1967 — Бениаминас Нацевичус, Миндаугас Вайткус, М.
- 1968 — Аполинарис Григас, Владимир Рикконен, М.
- 1969 — Александр Старостин, Александр Ершов, М.
- 1970 — Павел Ильинский, Владимир Соловьёв, Л.
- 1971 — Виктор Левицкий, Вячеслав Никитюк, Л.
- 1972 — Тойво Ормиссон, Геннадий Кинко, Тарту
- 1973 — Александр Старостин, Александр Ершов, Ник.
- 1974 — Василий Кузин, Михаил Кузнецов, М.
- 1975 — Геннадий Колесник, Николай Курмаков, К.
- 1976 — Геннадий Кинко, Тиит Хельмя, Тал.
- 1977 — Виталий Елисеев, Александр Кулагин, М.

### Двойка с рулевым
- 1934 — Пётр Дундур, Михаил Савримович, рул. Георгий Андреев, Л.
- 1947 — Пётр Сергеев, Виктор Лукатин, рул. Бронислав Ягминович, М.
- 1952 — Гейзер Журавлев, Михаил Прудников, рул. Юрий Лоренцсон, Л.
- 1953 — Лев Королев, Виктор Шевченко, рул. Л. Иванов, Л.
- 1954 — Илья Куликов, Гарольд Асеев, рул. П. Кирсанов, Л.
- 1955 — Владимир Законников, Борис Вайсберг, рул. Николай Колосовский, М.
- 1956 — Владимир Законников, Борис Вайсберг, рул. Николай Колосовский, М.
- 1957 — Георгий Жилин, Игорь Емчук, К.; рул. Юрий Лоренцсон, Л.
- 1958 — Георгий Жилин, Игорь Емчук, рул. Иван Хоречко, К.
- 1959 — Георгий Жилин, Игорь Емчук, рул. Иван Хоречко, К.
- 1960 — Зигмантас Юкна, Антанас Багдонавичюс, рул. Г. Моргус, Вил.
- 1961 — Зигмантас Юкна, Антанас Багдонавичюс, рул. Г. Моргус, Вил.
- 1962 — Андрей Крахмальный, Валентин Заруцкий, рул. Юрий Канунников, К.
- 1963 — Александр Шибаев, Александр Шарапов, рул. Николай Кузнецов, РСФСР.
- 1964 — Николай Сафронов, Леонид Раковщик, рул. Игорь Рудаков М.
- 1965 — Николай Сафронов, Леонид Раковщик, рул. Игорь Рудаков, М.
- 1966 — Борис Смирнов, Алексей Мишин, рул. Е. Рудой, К.
- 1967 — Леонид Драчевский, Тиит Хельмя, рул. Фарит Зайнулин, М
- 1968 — Леонид Драчевский, Тиит Хельмя, рул. Фарит Зайнулин, М
- 1969 — Юрий Суслин, Виктор Суслин, рул. Фарит Зайнулин, М.
- 1970 — Владимир Ешинов, Николай Иванов, рул. Валентин Костицин, Л.
- 1971 — Владимир Ешинов, Николай Иванов, ул. Валентин Костицин, Л.
- 1972 — Владимир Ешинов, Николай Иванов, рул. Валентин Костицин, Л.
- 1973 — Владимир Ешинов, Николай Иванов, рул. Григорий Дмитриенко, Л.
- 1974 — Владимир Ешинов, Николай Иванов, рул. Александр Лукьянов, Л.
- 1975 — Дмитрий Бехтерев, Клн.; Юрий Шуркалов, Новг.; рул. Александр Петров, Новг.
- 1976 — Геннадий Кольцов, Александр Беляев, рул. М. Зейгер, Л
- 1977 — Дмитрий Бехтерев, Клн.; Юрий Шуркалов, Новг.; рул. Александр Петров, Новг.

### Четверка без рулевого
- 1948 — И. Рогачев, А. Филиппов, Б. Козинцев, И. Галкин, М.
- 1949 — М. Плаксин, Ю. Ларионов, Д. Карпов, А. Анищенко, М.
- 1950 — Е. Кабанов, А. Комаров, В. Бурачек, Е. Сиротинский, М.
- 1951 — Ю. Трушин, А. Чичинадзе, Ю. Сивинцев, Н. Головин, М.
- 1952 — Л. Захаров, Ю. Рагозов, И. Макаров, В. Кирсанов, Л.
- 1953 — А. Шефф, Л. Захаров, Н. Карасев, И. Иванов, Л.
- 1954 — А. Шефф, Л. Захаров, И. Карасев, И. Иванов, Л.
- 1955 — А. Овсянников, В. Багрецов, В. Грибков, Ю. Шилобреев, М.
- 1956 — А. Шефф, Л. Захаров, И. Карасев, И. Иванов, Л.
- 1957 — В. Носенко, Ф. Юзефович, А. Болотин, Н. Шкреба, Р/Д
- 1958 — Д. Смирнов, В. Клочков, В. Законников, Б. Вайсберг, М.
- 1959 — В. Самарский, В. Зарубин, А. Кузнецов, Е. Ширманов, М.
- 1960 — И. Ахремчик, В. Морковкин, А. Тарабрин, Ю. Бачуров, Л.
- 1961 — И. Ахремчик, В. Морковкин, А. Тарабрин, Ю. Бачуров, Л.
- 1962 — И. Ахремчик, В. Морковкин, А. Тарабрин, Ю. Бачуров, Л.
- 1963 — В. Полковский, В. Лачугин, А. Дунаев, В. Смирнов, Л.
- 1964 — В. Лачугин, А. Дунаев, В. Полковский, В. Смирнов, Л.
- 1965 — Е. Левицкас, Ц. Юнис, И. Мотеюнас, В. Бредис, Вил.
- 1966 — З. Юкна, А. Багдонавичюс, В. Стерлик, Й. Ягелавичус, Вил.
- 1967 — В. Барканс, Э. Рубинс, А. Приедитис, Г. Ниедра, Р.
- 1968 — В. Барканс, Э. Рубинс, Г. Ниедра, П. Ильинский, сб. гор.
- 1969 — Б. Алешин, А. Федоров, М. Чекин, Б. Веселов, М,
- 1970 — А. Немтырёв, М. Суров, Б. Дуюнов, В. Курочкин, М.
- 1971 — В. Евсеев, А. Высоцкий, В. Курочкин, А. Немтырёв, М.
- 1972 — А. Григас, Т. Хельмя, В. Нацевичус, М. Вайткус, ЦВСК ВМФ
- 1973 — Г. Московский, А. Плюшкин, В. Васильев, А. Немтырёв, сб. гор.
- 1974 — Сборная ВС
- 1975 — Р. Арнеман, Н. Кузнецов, С. Поздеев, А. Гасан-Джалалов, сб. гор.
- 1976 — В. Кащев, А. Зайцев, Ю. Максименко, В. Губайдуллин, Узб. ССР
- 1977 — В. Долинин, В. Кузнецов, В. Преображенский, А. Немтырев, сб. гор.

### Четверка парная
- 1972 — Н. Баленков, Г. Коршиков, Б. Тарасов, В. Буткус, сб. гор.
- 1973 — В. Мустафаев, Л. Кошель, В. Буткус, А. Полещук, сб. гор.
- 1974 — В. Мустафаев, Л. Кошель, Ю. Якимов, А. Полещук, сб. гор.
- 1975 — В. Мустафаев, Л. Кошель, Ю. Якимов, В. Буткус, сб. гор.
- 1976 — Ю. Якимов, В. Буткус, А. Лаздениекс, Е. Дулеев, сб. гор.
- 1977 — А. Полещук, И. Семишев, Д. Лукошюс, И. Коваленко, сб. гор.

### Четверка с рулевым
- 1928 — П. Дундур, Б. Ясинский, В. Яковлев, М. Савримович, рул. Г. Андреев, Л.
- 1934 — В. Флинк, А. Грантынь, А. Стельпе, Н. Чистяков, рул. Г. Андреев, Л.
- 1936 — А. Стельпе, Е. Фридолин, Ф. Сыромятников, В. Воробьев, рул. Г. Андреев, Л.
- 1938 — В. Берло, Н. Патрин, С. Панин, М. Троицкий, рул. Б. Ягминович, Л.
- 1939 — Б. Козинцев, П. Шацкий, И. Тимошинин, С. Шереметьев, рул. З. Бранденбург, М.
- 1945 — Б. Зубчук, Е. Сиротинский, С. Шереметьев, В. Севрук, рул. П. Пахомов, М.
- 1946 — Б. Схиртладзе, И. Поляков, В. Севрук, С. Шереметьев, рул. З. Бранденбург, М.
- 1947 — П. Сергеев, В. Лукатин, И. Тимошинин, А. Смирнов, рул. Б. Ягминович, М.
- 1948 — В. Рыбаков, П. Родионов, А. Леонов, О. Лопатто, рул. Б. Схиртладзе, М.
- 1949 — Р. Захаров, Ю. Рагозов, Ю. Тюкалов, В. Кирсанов, рул. В. Савримович, Л.
- 1950 — Р. Захаров, Ю. Рагозов, Ю. Тюкалов, В. Кирсанов, рул. В. Савримович, Л.
- 1951 — Е. Брага, В. Родимушкин, А. Комаров, В. Крюков, рул. А. Шведов, М.
- 1952 — К. Путырский, Е. Третников, Г. Гущенко, Б. Федоров, рул. Б. Бречко, Л.
- 1953 — В. Бурачек, Е. Кузнецов, Ф. Сухов, Е. Сиротинский, рул. С. Носов, М.
- 1954 — В. Бурачек, Ф. Сухов, Е. Кузнецов, Е. Сиротинский, рул. С. Носов, М.
- 1955 — В. Бурачек, Е. Кузнецов, Ф. Сухов, Е. Сиротинский, рул. С. Носов, М.
- 1956 — Ю. Попов, А. Архипов, В. Занин, Я. Черствый, рул. А. Фетисов, Л.
- 1957 — Ю. Быстров, Ю. Шапков, Ю. Суслин, Р. Бутов, рул. О, Демидов, Л.
- 1958 — Ю. Быстров, Ю. Шапков, Э. Лин, Р. Бутов, рул. О. Демидов, Л.
- 1959 — И. Хохлов, О. Александров, В. Занин, А. Архипов, рул. И. Рудаков, Л.
- 1960 — И. Песковский, Л. Раковщик, В. Ломберт, В. Дорофеев, рул. В. Михеев, М.
- 1961 — О. Александров, Б. Федоров, Ю. Суслин, А. Федоров, рул. И. Рудаков, Л.
- 1962 — Б. Федоров, О. Александров, Ю. Суслин, А. Федоров, рул. И. Рудаков, Л.
- 1963 — Н. Гомолко, М. Баленков, А. Тарабрин, Ю. Бачуров, рул. И. Рудаков, Л.
- 1964 — В. Евсеев, А. Ткачук, В. Курдченко, Б. Кузьмин, рул. А. Лузгин, М.
- 1965 — И. Ягелавичус, З. Юкна, А. Багдонавичюс, В. В. Стерлик, рул. Р. Жилинскас, Вил.
- 1966 — В. Евсеев, А. Ткачук, Б. Кузьмин, В. Курдченко, рул. А. Лузгин, М.
- 1967 — З. Юкна, А. Багдонавичюс, В. Стерлик, И. Ягелавичус,, рул. В. Микалаускас, Лит. ССР
- 1968 — О. Котько, В. Кравчук, В. Ольховник, С. Продан, рул. Г. Дмитриенко, К.
- 1969 — З. Юкна, В. Бредис, Л. Субачус, И. Ягелавичус, рул. И. Стацкевичус, Вил.
- 1970 — Т. Цоова, А. Стрикхольм, А. Демидов, М. Маркелов, рул. А. Лукьянов, М.
- 1971 — В. Суслин, А. Воронков, А. Федоров, А. Гасан-Джалалов рул. И. Рудаков, Л.
- 1972 — В. Стерлик, В. Соловьёв, А. Любатуров, Ю. Шамаев, рул И. Рудаков, Л.
- 1973 — В. Ешинов, Н. Иванов, А. Мотин, В. Сапронов, рул. Г. Дмитриенко, сб. гор.
- 1974 — В. Ешинов, Е. Корниенко, А. Сема, И. Иванов, рул А. Лукьянов, Л.
- 1975 — В. Ешинов, И. Иванов, А. Сема, Е. Корниенко, рул. А. Лукьянов, сб. гор.
- 1976 — А. Шитов, Б. Жаров, Г. Никурадзе, В. Козлов, рул В. Жаров, сб. гор.
- 1977 — С. Захаров, В. Крылов, С. Иванов, О. Волощук, рул В. Жаров, РСФСР

### Восьмерка
- 1928 — И. Мухин, К. Родионов, И. Савинов, М. Горбунов, Б. Новиков, С. Воронин, Г. Занегин, С. Ильин, рул. Н. Мельников, М.
- 1934 — В. Флинк, А. Грантынь, А. Стельпе, Н. Чистяков, П. Дундур, С. Чувакин, Л. Шевченко, М. Савримович, рул. Г. Андреев, Л.
- 1936 — А. Стельпе, Н. Чистяков, А. Юша, Е. Фридолин, Ф. Сыромятников, С. Чувахин, Л. Шевченко, М. Савримович, рул. Г. Андреев, Л.
- 1938 — Б. Козинцев, И. Поляков, В. Берло, Н. Патрин, С. Панин, М. Троицкий, Ю. Барановский, А. Смирнов, рул. Б. Ягминович, М.
- 1939 — И. Рогачев, И. Патрин, Н. Долгов, С. Панин, М. Троицкий, В. Берло, А. Смирнов, Ю. Барановский, рул. И. Поляков, М.
- 1945 — И. Рогачев, В. Лукатин, И. Тимошинин, Е. Сиротинский С. Панин, В. Севрук, С. Шереметьев, А. Смирнов, рул. П. Пахомов, М.
- 1946 — С. Волков, Е. Бочаров, А. Комаров, И. Борисов, В. Родимушкин, И. Демьянов, Б. Зубчук, Е. Сиротинский, рул. А. Шведов, М.
- 1947 — С. Волков, Е. Бочаров, А. Комаров, И. Борисов, В. Родимушкин, В. Крюков, Б. Зубчук, Е. Сиротинский, рул. А. Шведов, М.
- 1948 — И. Рогачев, Г. Багров, Б. Козинцев, И. Галкин, П. Сергеев, В. Лукатин, И. Тимошинин, А. Смирнов, рул. Б. Ягминович, М.
- 1949 — С. Волков, Е. Бочаров, А. Комаров, И. Борисов, Е. Самсонов, В. Крюков, Б. Зубчук, Е. Сиротинский, рул. А. Шведов, М.
- 1950 — Р. Захаров, Е. Морозов, И. Макаров, Е. Третников, К. Путырский, Ю. Тюкалов. Ю. Рагозов, В. Кирсанов, рул. В. Савримович, Л.
- 1951 — Р. Захаров, Л. Львов, И. Макаров, Е. Третников, К. Путырский, Ю. Рагозов, Ю. Тюкалов, В. Кирсанов, рул. В. Бречко, Л.
- 1952 — Е. Браго, В. Родимушкин, А. Комаров, И. Борисов, С. Амирагов, Л. Гиссен, Е. Самсонов, В. Крюков, рул. А. Шведов, М.
- 1953 — Е. Браго, В. Родимушкин, С. Амирагов, И. Борисов, Е. Самсонов, Л. Гиссен, А. Комаров, В. Крюков, рул. А. Маянцев, М.
- 1954 — Е. Браго, В. Родимушкин, С. Амирагов, И. Борисов, Е. Самсонов, Л. Гиссен, А. Комаров, В. Крюков, рул. Н. Колоссовский, М.
- 1955 — Р. Захаров, Б. Кирсанов, О. Васильев, А. Антонов, К. Путырский, Г. Брюльгарт, Т. Гущенко, Е. Федоров, рул. Б. Бречко, Л.
- 1956 — А. Комаров, Ю. Сорокин, Е. Браго, В. Родимушкин, Е. Самсонов, Л. Гиссен, Э. Вербин, В. Крюков, рул. В. Петров, М.
- 1957 — О. Васильев, Ю. Рагозов, Г. Брюльгарт, Я. Черствый, В. Занин, А. Антонов, Т. Гущенко, Б. Федоров, рул. Ю. Поляков, Л.
- 1958 — О. Васильев, Ю. Рагозов, Г. Брюльгарт, Я. Черствый, А. Антонов, Т. Гущенко, Б. Федоров, Ю. Попов, рул. Ю. Поляков, Л.
- 1959 — О. Васильев, Г. Брюльгарт, А. Антонов, Б. Федоров, Т. Глущенко, Ю. Рагозов, Ю. Попов, Я. Черствый, рул. Ю. Поляков, Л.
- 1960 — И. Андреев, В. Хатунцев, А. Ткачук, Д. Семенов, В. Рожков, И. Борисов, В. Шипунов, С. Дербышев, рул. А. Лузгин, М.
- 1961 — А. Микшис, И. Юцис, В. Бредис, П. Карла, П. Люткайтис, А. Багдонавичюс, З. Юкна, Р. Вайткявичус, рул. Г. Моркус, Вил.
- 1962 — И. Ягелавичус, И. Юцис, В. Бредис, П. Карла, Д. Семенов, З. Юкна, А. Багдонавичюс, Р. Вайткявичус, рул. Г. Моркус, Вил.
- 1963 — А. Микшис, П. Карла, И. Ягелавичус, В. Стерлик, В. Бредис, З. Юкна, А. Багдонавичюс, Р. Вайткявичус, рул. И. Павлов, Лит. ССР
- 1964 — И. Ягелавичус, П. Карла, В. Бредис, Ю. Суслин, В. Стерлик, А. Багдонавичюс, З. Юкна, Р. Вайткявичус, рул. Ю. Лоренцсон, сб. гор.
- 1965 — Ю. Ходоров, Г. Ниедра, М. Махонов, А. Приедитис, А. Кудинов, Э. Рубине, А. Мартышкин, Ю. Алехин, рул. В. Михеев, М.
- 1966 — Ю. Ходоров, А. Приедитис, А. Мартышкин, Э. Рубине, А. Кудинов, В. Рикконен, М. Махонов, Г. Ниедра, рул. В. Михеев, М.
- 1967 — Ю. Ходоров, В. Рикконен, А. Мартышкин, В. Левшин, А. Кудинов, Н. Суматохин, М. Махонов, А. Григас, рул. В. Михеев, М.
- 1968 — З. Юкна, А. Багдонавичюс, И. Мотеюнас, И. Ягелавичус, В. Стерлик, А. Мартышкин, А. Хамин, В. Суслин, рул. Ю. Лоренцсон, сб. гор.
- 1969 — А. Григас, Н. Суматохин, А. Мартышкин, В. Мельников, А. Кудинов, В. Левшин, Ю. Ходоров, М. Вайткус, рул. В. Михеев, М.
- 1970 — Н. Суматохин, А. Мартышкин, А. Рязанкин, В. Мельников, Б. Нацевичус, М. Вайткус, В. Левшин, А. Григас, рул. В. Михеев, сб. гор.
- 1971 — Н. Суматохин, А. Мартышкин, А. Старостин, В. Левшин, А. Григас, В. Мельников, Б. Нацевичус, М. Вайткус, рул. В. Михеев, М.
- 1972 — В. Бисарнов, В. Васильев, Б. Воробьев, А. Шитов, В. Дементьев, С. Коляскин, В. Савелов, А. Рязанкин, рул. В. Жаров, РСФСР
- 1973 — А. Рязанкин, Н. Куров, А. Мартышкин, В. Савелов, С. Коляскин, Б. Воробьев, Г. Никурадзе, В. Рикконен, рул. В. Жаров, сб. гор.
- 1974 — С. Коляскин, Н. Суров, А. Шитов, В. Савелов, В. Ольховик, Б. Воробьев, Г. Никурадзе, В. Рикконен, рул. В. Жаров, сб. гор.
- 1975 — И. Коннов, А. Иванов, Е. Янковский, В. Потапов, Г. Московский, А. Плюшкин, А. Немтырев, В. Васильев, рул. И. Рудаков, сб. гор.
- 1976 — И. Коннов, А. Плюшкин, В. Васильев, В. Потапов, Е. Янковский, А. Иванов, А. Чикотас, А. Немтырев, рул. И. Рудаков, сб. гор.
- 1977 — В. Ешинов, А. Клепиков, В. Потапов, А. Иванов, А. Беляев, Г. Кольцов, М. Кузнецов, А. Чикотас, рул. А. Лукьянов, сб. гор.

## Резульаты женщин

### Одиночка

#### Дистанция 1500 м
- 1928 — Л. Филимонова, М.
- 1934 — Евгения Скиндер, Л.
- 1936 — Римма Вербицкая, Л.
- 1938 — Таисия Кириченко, Днпр.
- 1939 — Г. Богданова, М.
- 1945 — Мария Щукина, М.
- 1946 — Наталья Санина, М.
- 1947 — Наталья Санина, М.
- 1948 — Наталья Санина, М.
- 1949 — Наталья Санина, М.
- 1950 — Наталья Санина, М.
- 1951 — Наталья Санина, М.
- 1952 — Наталья Санина, М.

#### Дистанция 1000 м
- 1953 — Роза Чумакова (Малышева), М.
- 1954 — Роза Чумакова, М.
- 1955 — Эмилия Мухина, М.
- 1956 — Роза Чумакова, М.
- 1957 — Эмилия Мухина, М.
- 1958 — Раиса Ширяева, М.
- 1959 — Эмилия Мухина, М.
- 1960 — Эмилия Мухина, М.
- 1961 — Эмилия Мухина, М.
- 1962 — Галина Самородова, М.
- 1963 — Галина Константинова, М.
- 1964 — Галина Константинова, М.
- 1965 — Галина Константинова, М.
- 1966 — Галина Константинова, М.
- 1967 — Геновайте Шидагите, Кн.
- 1968 — Вера Федорова, Л.
- 1969 — Геновайте Шидагите, Кн.
- 1970 — Геновайте Шидагите, Кн.
- 1971 — Вера Федорова, Л.
- 1972 — Геновайте Рамошкене (Шидагите) Кн.
- 1973 — Елена Антонова, М.
- 1974 — Геновайте Рамошкене, Вил.
- 1975 — Геновайте Рамошкене, Вил.
- 1976 — Лариса Александрова, Киш.
- 1977 — Елена Антонова, М.

### Двойка парная

#### Дистанция 1500 м
- 1949 — Наталья Санина, Мария Иосилевская, М.
- 1950 — Валентина Камнева, Нина Богданова, Л.
- 1951 — Валентина Камнева, Нина Богданова, Л.
- 1952 — Роза Малышева, Эмилия Мухина, М.

#### Дистанция 100 м
- 1953 — Лариса Чаусова, Зося Ракицкая, Л.
- 1954 — Лариса Чаусова, Зося Ракицкая, Л.
- 1955 — Лариса Чаусова, Зося Ракицкая, Л.
- 1956 — Нина Опаленко, Екатерина Землянская, К.
- 1957 — Валентина Калегина, Зося Ракицкая, Л.
- 1958 — Валентина Калегина, Зося Ракицкая, Л.
- 1959 — Людмила Отрошко, Нина Опаленко, К.
- 1960 — Людмила Отрошко, Нина Иванова (Опаленко), К.
- 1961 — Лариса Писарева (Чаусова), Зося Ракицкая, Л.
- 1962 — Валентина Калегина, Галина Вечерковская, Л.
- 1963 — Дайна Мелленберга, Майя Пумпура, Р.
- 1964 — Дайна Мелленберга, Майя Кауфмане (Пумпура), Р.
- 1965 — Татьяна Маркво, Евгения Малышева, М.
- 1966 — Татьяна Маркво, Евгения Малышева, М.
- 1967 — Дайна Швейц (Мелленберга), Татьяна Гомолко, Р.
- 1968 — Татьяна Маркво, Евгения Власова (Малышева), М.
- 1969 — Надежда Пронина, Т. Маркина, М.
- 1970 — Галина Суслина, Елизавета Кондрашина, Л.
- 1971 — Галина Суслина, Елизавета Кондрашина, Л.
- 1972 — Галина Суслина, Елизавета Кондрашина, Л.
- 1973 — Елена Антонова, Ольга Клинышева, М.
- 1974 — Елена Антонова, М., Галина Ермолаева, Л.
- 1975 — Галина Ермолаева, Л., Елена Антонова, М.
- 1976 — Геновайте Рамошкене, Леонора Каминскайте, Вил.
- 1977 — Елена Хлопцева, Реет Пальм, Тар.

### Двойка без рулевого
- 1972 — Вера Сташенко, Лариса Воробьева, Австр.
- 1973 — Янина Гжибовска, Рута Вейнберга, Р.
- 1974 — Янина Гжибовска, Рута Вейнберга, Р.
- 1975 — Янина Гжибовска, Рута Вейнберга, Р.
- 1976 — Наталья Городилова, Анна Карнаушенко, Зпрж.
- 1977 — Валентина Ермакова, Людмила Кузнецова, Астр.

### Четверка парная

#### Дистанция 1000 м
- 1955 — Е. Черпакова, Л. Зонтова, Г. Копылова, Л. Данилова, рул. В. Добродеева, М.
- 1956 — Е. Чудецкая, Л. Зонтова, Г. Копылова, Л. Трошенкова (Данилова), рул. В. Добродеева, М.
- 1957 — С. Белякова, Н. Егорова, И. Лысань, А. Кулешова, рул. Т. Зарецкая, М.
- 1958 — С. Белякова, Н. Егорова, И. Лысань, А. Кулешова, рул. Т. Зарецкая, М.
- 1959 — С. Белякова, Н. Вайсберг (Егорова), И. Лысань, А. Смирнова, рул. Т. Кризенталь, М.
- 1960 — В. Васильева, Л. Суслова, А. Паюсалу, Н. Полякова, рул. М. Андреюк, Л.
- 1961 — Л. Суслова, В. Васильева, А. Паюсалу, Н. Полякова, рул. Т. Иванова, Л.
- 1962 — Л. Суслова, А. Паюсалу, Н. Чернова, Н. Полякова, рул. Т. Иванова, Л.
- 1963 — В. Алексеева, И. Чернова, З. Ракицкая, А. Паюсалу, рул. Т. Иванова, Л.
- 1964 — А. Милодан (Паюсалу), И. Чернова, Р. Коротаева, В. Алексеева, рул. В. Туркова, Л.
- 1965 — А. Милодан, И. Чернова, Р. Коротаева, В. Белоусова, рул. Т. Гронь, Л.
- 1966 — В. Васильева, Р. Коротаева, И. Чернова, А. Милодан, рул. Т. Гронь, Л.
- 1967 — С. Груцова, Г. Константинова, Т. Маркво, А. Бочарова, рул. Т. Захарова, сб. СССР.
- 1968 — С. Груцова, А. Бочарова, А. Марыськина, В. Туринова, рул. Т. Захарова, сб. СССР
- 1969 — С. Груцова, А. Марыськина, А. Бочарова, Т. Гомолко, рул. Т. Гронь, сб. СССР
- 1970 — С. Груцова, Т. Гомолко, А. Бочарова, А. Марыськина, рул. Т. Гронь, сб. гор.
- 1971 — Г. Митрохина, А. Бочарова, И. Пронина, Г. Раковщик, рул. Т. Горлачева, М.
- 1972 — В. Федорова, Л. Парфенова, Л. Андреева, В. Никольская, рул. Л. Аржаковская, Л.
- 1973 — В. Федорова, Л. Парфенова, Л. Андреева, В. Никольская, рул. Л. Аржаковская, Л.
- 1974 — Н. Щербак, А. Марыськина, В. Ивченкова, Н. Городилова, рул. И. Моисеенко, сб. гор.
- 1975 — Н. Щербак, Л. Беляева, В. Ивченкова, А. Марыськина, рул. И. Моисеенко, УССР
- 1976 — Г. Ермолаева, М. Брюнина, Р. Пальм, А. Кондрашина, рул. Н. Чернышева, сб. гор.
- 1977 — И. Фетисова, А. Кондрашина, Е. Синицына, О. Васильченко, рул. сб. гор.

### Четверка распашная

#### Дистанция 1500 м
- 1928 — А. Гаврилова, Т. Морарь, В. Шапошникова, М. Кочевкина, рул. И. Лукач, М.
- 1934 — О. Томилина, Т. Морарь, Н. Круглова, Е. Фомичева, рул. Б. Ягминович, М.
- 1936 — М. Конрад, Е. Скиндер, 3. Абрамова, Л. Фролова, рул. Н. Кустов, Л.
- 1938 — Н. Комарова, Т. Сапожникова, А. Яковлева, Е. Лукатина, рул. В. Лазерсон, М.
- 1939 — Л. Сударева, А. Патрина, И. Горелова, М. Фомичева, рул. П. Пахомов, М.
- 1945 — Н. Агафонова, В. Лебедева, А. Гришенкова, Н. Макарова, рул. Г. Андреев, Л.
- 1946 — Н. Агафонова, Е. Тяпина, А. Гришенкова, Н. Макарова, рул. Б. Барыгин, Л.
- 1947 — В. Шереметьева, М. Иосилевская, М. Фадеева, Н. Макарова, рул. Б. Ягминович, М.
- 1948 — М. Иосилевская, Е. Лукатина, М. Фадеева, И. Макарова, рул. П. Санин, М.
- 1949 — Т. Богданова, О. Шопот, Т. Раутиан, Е. Скиндер, рул. Л. Жуков, Л.
- 1950 — А. Афонькина, И. Захарова, И. Груглова, Р. Малышева, рул П. Пахомов, М.
- 1951 — Л. Вальчук, Л. Костюченкова, Л. Блажко, И. Денисова, рул. В. Савримович, Л.
- 1952 — Л. Вальчук, Л. Костюченкова, Л. Блажко, Н. Денисова, рул. Б. Бречко, Л.

#### Дистанция 1000 м
- 1953 — Л. Вальчук, Л. Кирсанова, (Костюченкова), Л. Блажко, И. Морозова (Денисова), рул. В. Савримович, Л.
- 1954 — Л. Вальчук, Л. Кирсанова, Л. Блажко, И. Морозова, рул. В. Савримович, Л.
- 1955 — О. Михайлова, Г. Путырская, Л. Блажко, Н. Морозова, рул. В. Савримович, Л.
- 1956 — О. Михайлова, Г. Путырская, Л. Блажко, Л. Кирсанова, рул. В. Савримович, Л.
- 1957 — И. Каменцова, Л. Зонтова, Е. Чудецкая, Т. Столярова, рул. В. Добродеева, М.
- 1958 — В. Терехова, Э. Сергеева, Л. Рыжова, А. Крылова, рул. В. Добродеева, М.
- 1959 — Л. Груздева, К. Хямяляйне, В. Чемерес, К. Александрова, рул. Г. Остапова, Л.
- 1960 — В. Терехова, Н. Шкункова, Э. Сергеева, Н. Шаманова, рул. В. Тимофеева, М.
- 1961 — В. Терехова, Н. Шкункова, Э. Сергеева, Н. Шаманова, рул. В. Тимофеева, М.
- 1962 — В. Терехова, И. Туберозова (Шкункова), Э. Сергеева, Н. Шаманова, рул. В. Тимофеева, М.
- 1963 — Н. Туберозова, В. Терехова, Э. Сергеева, Н. Шаманова, В. Тимофеева, М.
- 1964 — Г. Селифанова, Н. Максимова, Л. Петрутик, В. Скворцова, рул. С. Лабутина, М.
- 1965 — Ж. Тумилович. В. Терехова, Э. Сергеева, Н. Шаманова, рул. В. Тимофеева, М.
- 1966 — Г. Селифанова, Н. Максимова, Л. Петрутик, В. Скворцова, рул. В. Туркова, М.
- 1967 — Н. Быстрова, Н. Буракова, М. Хапкова, М. Ковалева, рул. О. Благовещенская, Новг.
- 1968 — Н. Быстрова, Н. Буракова, Н. Абрамова, Н. Николаева, рул. О. Благовещенская, Новг.
- 1969 — Н. Быстрова, Н. Буракова, Н. Абрамова, Н. Николаева, рул. О. Благовещенская, Новг.
- 1970 — Н. Быстрова Л. Соцкова, Н. Абрамова, М. Ковалева, рул. Н. Фролова, Новг.
- 1971 — Е. Морозова, Г. Петрова, О. Иванова, А. Кулешова, рул. Л. Крылова, М.
- 1972 — Н. Быстрова, Е. Рябова, Н. Абрамова, Н. Филатова, рул. Н. Фролова, РСФСР.
- 1973 — Н. Быстрова, В. Рубцова, Н. Абрамова, Н. Филатова, рул. Н. Фролова, Новг.
- 1974 — К. Коженкова, Р. Балтутите, П. Гансиняуските, А. Рустелите, рул. Ю. Нарвидайте, Вил.
- 1975 — Н. Севостьянова, Н. Канифатова, Л. Крохина, Е. Пузыревская, рул. Н. Пирогова, М.
- 1976 — Н. Абрамова, Р. Царькова, В. Алексеева, С. Шуркалова, рул. Н. Фролова, РСФСР
- 1977 — Н. Абрамова, С. Шуркалова, В. Алексеева, Р. Царькова, рул. Н. Фролова, сб. гор.

### Восьмёрка

#### Дистанция 2000 м
- 1928 — А. Гаврилова, А. Филимонова, Л. Евланова, Н. Киселева, В. Шапошникова, Т. Морарь, Е. Полякова, М. Ночевкина, рул. И. Лукач, М.
- 1934 — Л. Ефремова, А. Второва, А. Фролова, Е. Фомичева, О. Томилина, Т. Морарь, Н. Круглова, А. Шейн, рул. Б. Ягминович, М.
- 1936 — Т. Боярская А. Егорова, Т. Мигулина, Ф. Классен, А. Иванова, Л. Белунина, Т. Богданова, Г. Богданова, Г. рул. Андреев, Л.
- 1938 — Л. Сударева, П. Семенова, А. Четверикова, А. Патрина, О. Лакова, М. Щукина, И. Горелова, М. Фомичева, рул. П. Пахомов, М.
- 1939 — Г. Балашова, Е. Лукатина, Н. Нитченко, М. Осадчая, А. Яковлева, М. Долгова, Н. Комарова, Г. Богданова, рул. Барановский, М.
- 1945 — В. Огородникова, А. Шейн, В. Журавлева, М. Фомичева, Н. Круглова, М. Долгова, М. Фадеева, Е. Лукатина, рул. Б. Ягминович, М.
- 1946 — Л. Сударева, Л. Семенова, А. Афонькина, М. Щукина, И. Горелова, Т. Морарь, Н. Круглова, М. Фомичева, рул. П. Пахомов, М.
- 1947 — Л. Сударева, П. Семенова, А. Афонькина, А. Терешина, И. Горелова, Т. Морарь, Н. Круглова, М. Фомичева, рул. П. Пахомов, М.
- 1948 — Н. Комарова, П. Семенова, А. Афонькина, А. Чебыкина (Терешина), И. Горелова Т. Морарь, Н. Круглова, М. Фомичева, рул. П. Пахомов, М.
- 1949 — Н. Агафонова, Д. Тесленко, Е. Алексеева, Р. Манакова, В. Лебедева, Т. Елесина, А. Гришенкова, Е. Тяпина, рул. Б. Барыгин, Л.
- 1950 — Л. Сударева, А. Чебыкина, А. Афонькина, Р. Малышева, И. Горелова, И. Захарова, Н. Круглова, Е. Озерова, рул. П. Пахомов, М.
- 1951 — И. Лобнева, В. Михайлова, М. Дмитриева, М. Схиртладзе, Л. Концевая, А. Соннова, П. Крутицкая, Е. Лукатина, рул. И. Поляков, М.
- 1952 — И. Лобнева, В. Михайлова, М. Дмитриева, М. Схиртладзе, Л. Концевая, А. Соннова, Н. Севрук. Е. Лукатина, рул. И. Поляков, М.
- Дистанция 1000 м
- 1953 — И. Лобнева, Н. Мартынова, М. Дмитриева, М. Схиртладзе Л. Концевая, А. Соннова, Н. Севрук, Е. Лукатина, рул И. Поляков, М.
- 1954 — И. Лобнева, М. Схиртладзе, Н. Мартынова, Е. Копылова Л. Концевая, А. Соннова, Н. Севрук, Е. Лукатина, рул. В. Огородникова, М.
- 1955 — Л. Матвеева, В. Таранда, А. Афонькина, В. Михайлова Н. Коробкова, З. Коротова, З. Трофимова, Т. Столярова рул. М. Фомичева, М.
- 1956 — Л. Матвеева, В. Таранда, А. Афонькина, В. Михайлова Н. Коробкова, З. Трофимова, З. Коротова, Т. Столярова рул. М. Фомичева, М.
- 1957 — Л. Матвеева, В. Реброва, П. Коробкова, Э. Вире, З. Абрамкина, З. Трофимова, З. Коротова, Т. Столярова, рул М. Фомичева, М.
- 1958 — И. Каменцова, В. Реброва, З. Абрамкина, Н. Гончарова Н. Коробкова, Л. Зонтова, З. Коротова, Т. Столярова, рул. В. Добродеева, М.
- 1959 — З. Кириллина, В. Реброва, В. Ширшикова, Н. Печерникова, Л. Зонтова, Н. Коробкова, З. Коротова, Н. Гончарова рул. В. Добродеева, М.
- 1960 — З. Кириллина, В. Реброва, В. Ширшикова, Н. Печерникова, Н. Коробкова, Л. Зонтова, З. Коротова, Н. Гончарова рул. В. Добродеева, М.
- 1961 — З. Кириллина, В. Реброва, В. Ширшикова, Н. Печерникова Н. Коробкова, Л. Зонтова, З. Коротова, Н. Гончарова, рул. В. Добродеева, М.
- 1962 — Н. Коробкова, В. Реброва, Н. Печерникова, Л. Исаева, В. Ширшикова, Л. Зонтова, З. Коротова, Н. Гончарова, рул. В. Добродеева, М.
- 1963 — З. Кириллина, В. Реброва, В, Алексеева, Л. Исаева, В. Ширшикова, Н. Печерникова, И. Пахомова, З. Коротова, рул. В. Добродеева, М.
- 1964 — А. Переворухова, И. Бачюлите, А. Маргените, С. Коркутите, Р. Тамашаускайте, Л. Семашко, С. Бубулите, Г. Стригайте, рул. Н. Трищенкова, Вил.
- 1965 — А. Алешина, Л. Глушко, Т. Чумичева, Л. Зонтова, З. Корнюхова, В. Юшина, Н. Вайсберг, Н. Лещева, рул. Н. Добродеева, М.
- 1966 — Н. Лещева, Н. Вайсберг, З. Корнюхова, В. Юшина, Л. Зонтова, И. Долгих, Л. Куренкова, А. Алешина, рул. Н. Тихонова, М.
- 1967 — А. Переворухина, И. Бачюлите, С. Каркутите, Г. Галените, К. Коженкова, Л. Семашко, Р. Тамашаускайте, А. Чюкшите, рул. Ю. Нарвидайте, Вил.
- 1968 — А. Переворухова, И. Бачюлите, С. Каркутите, Г. Галените, К. Коженкова, Л. Семашко, Р. Тамашаускайте, А. Чюкшите, рул. Ц. Нарвидайте, Вил.
- 1969 — В. Баклицкая, Л. Решетняк, Т. Данилина, Г. Литовец, Л. Антонова, К. Марудо, В. Баринова, Н. Жидовинова, рул. А. Сычева, К.
- 1970 — В. Баклицкая, Л. Решетняк, Т. Данилина, Г. Литовец, Л. Антонова, К. Марудо, В. Баринова, Н. Жидовинова, рул. А. Сычева, К.
- 1971 — Н. Быстрова, В. Рубцова, Е. Рябова, Н. Абрамова, В. Алексеева, С. Бекетова, Н. Филатова, Л. Соцкова, рул. Н. Фролова, РСФСР
- 1972 — Е. Морозова, Т. Петрова, 3. Ситникова, Е. Швачка, А. Пасоха, Н. Бондарева, В. Кулакова, А. Кулешова, рул. Л. Крылова, М.
- 1973 — Н. Быстрова, В. Рубцова, Н. Абрамова, О. Швецова, Н. Филатова, В. Алексеева, Л. Соцкова, С. Бекетова, рул. Н. Фролова, Новг.
- 1974 — Сборная городов
- 1975 — А. Пасоха, А. Рубцова, Н. Абрамова, С. Шуркалова, Л. Сергеева, В. Ермакова, Н. Быстрова, Г. Мишенина, рул. Н. Фролова, сб. гор.
- 1976 — О. Гузенко, Н. Розгон, Н. Тараканова, О. Колкова, Е. Зубко, Л. Мегедь, Н. Рощина, Л. Талалаева, рул. О. Пуговская, сб. обществ.
- 1977 — Н. Городилова, О. Крышевич, М. Пазюн, Н. Уманец, Н. Дергаченко, Т. Буняк, Н. Антонюк, О. Пивоварова, рул. Р. Кириллова, сб. гор.